# Suk (trgovačka četvrt)
 Ovo je članak o Suk (trgovačka četvrt). Za druga značenja pogledajte Sokak.
Suk (arapski: سوق, sūk) je trajno trgovačka četvrt u arapskim i berberskim, te sve više i europskim, gradovima. Pojam se često koristi za tržnicu (često natkrivenu) u svakom islamiziranom gradu, a koristi se i za tjednu trgovinu u nekim manjim mjestima gdje bi se proglasila neutralnost od aktualnih sukoba kako bi se mogla obaviti razmjena viška dobara. U modernom arapskom jeziku on označava i "tržnicu" u materijalnom smislu, ali i "trgovinu" u apstraktnom obliku (npr. na arapskom bi se reklo kako "netko ide u sūk u starom gradu (medina), ali i kako će tamo sūk ulja), te također i "slobodnu trgovinu" (السوق الحرّ, as-sūk al-ḥurr). 

Gradovi u kojima se nalaze znameniti sokaci su: 
- Alep i Damask (Sirija)
- Casablanca, Esauira, Fes, Marakeš, Meknes, Tetuan (Maroko)
- Kazba Alžira (Alžir)
- Kairuan, Susa (Tunis)
- Mdina (Malta)
- Bengazi, Gadames, Tripoli (Libija)

- Sokak Alepu
- Sokak Medhed Paše u Damasku
- Sokak Al-Hamidija u Damasku
- Sokak Mutrah u Omanu

## Poveznice
- Bazar
- Medina (dio grada)